# Žralok bělocípý
Žralok bělocípý (Carcharhinus albimarginatus), zvaný též žralok stříbrocípý nebo žralok bělokrajný, je velký druh žraloka z čeledi modrounovitých. Žije v tropických vodách Indického a Tichého oceánu, často se vyskytuje kolem ostrovů a korálových útesů. Dokáže se potopit do hloubky nejméně 800 metrů. Žralok bělocípý je podobný žraloku spanilému (Carcharhinus amblyrhynchos), je však větší a objemnější a lze jej odlišit podle bílých lemů na ploutvích. Dosahuje maximální délky 3 metry.
Žralok bělocípý je agresivní a silný druh žraloka živící se širokou škálou kostnatých ryb, menšími druhy žraloků a hlavonožci. Při soubojích o potravu s jinými druhy žraloků z čeledi modrounovitých často poraní i větší jedince. Stejně jako ostatní zástupci této čeledi je živorodý, samice rodí v létě 1 až 11 mláďat. Tento pomalu rostoucí druh žraloka je loven pro své maso, ploutve, kůži, chrupavku, čelisti a zuby. Pokles jeho populace vedl k tomu, že jej Mezinárodní svaz ochrany přírody (IUCN) označil za zranitelný druh. Žralok bělocípý je považován za druh pro člověka potenciálně nebezpečný, ačkoliv nejsou známa žádná nevyprovokovaná napadení.

## Klasifikace a vývoj
Žralok bělocípý byl původně popsán v roce 1837 jako Carcharias albimarginatus německým přírodovědcem Eduardem Rüppellem v díle Fische des Rothen Meeres (Ryby Rudého moře). Název byl později změněn na aktuálně platné Carcharhinus albimarginatus. Přívlastek je odvozen z latinského albi (bílý) a marginatus (lemovaný). V roce 1960 byl v Ras Mohammed v Rudém moři chycen 103 cm dlouhý jedinec, který byl označen za typický vzorek. Na základně podobností morfologie, tvaru zubů aj. určil v roce 1982 Jack Garrick žraloka spanilého za nejbližšího příbuzného bělocípému žraloku. Tento výklad byl v roce 1992 potvrzen na základě dalších analýz S. Laverym.

## Výskyt a rozšíření

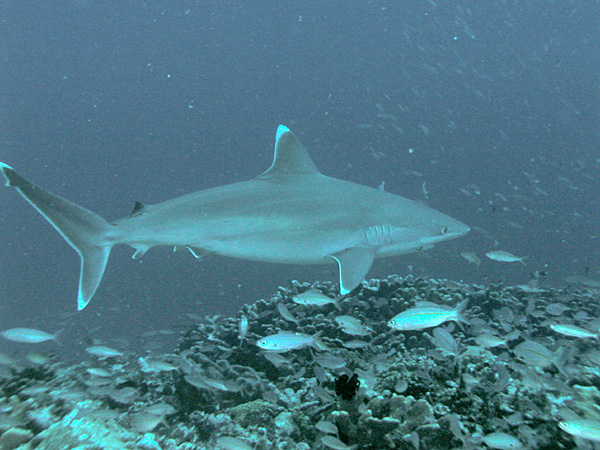
Žraloci bělocípí se nejčastěji vyskytují v blízkosti korálových útesů

Žralok bělocípý je široce, ne však rovnoměrně, rozšířen v tropických vodách Indického a Tichého oceánu. V západní části Indického oceánu se vyskytuje tento druh od Rudého moře po Jižní Afriku včetně Madagaskaru, Seychel, atolu Aldabra, Mauricia a souostroví Čagos. V západním Pacifiku je výskyt tohoto druhu žraloka potvrzen od pobřeží jižního Japonska k severním břehům Austrálie včetně Tchaj-wanu, Filipín, Indonésie, Nové Kaledonie, Guamu, Palau, Šalomounových ostrovů, Marshallových ostrovů a Tahiti. Ve východním Pacifiku se vyskytuje od Baja California k Britské Kolumbii, Kokosovým a Galapážským ostrovům. Jeho přítomnost v Mexickém zálivu a Karibském moři je pravděpodobná, ale není potvrzená.
Žraloci bělocípí vyhledávají kontinentální a ostrovní šelfy a hloubky od 30 do 800 metrů. Nejčastěji se vyskytují kolem izolovaných ostrovů a korálových útesů. Mladí jedinci tráví čas v pobřežních mělčinách nebo lagunách, zatímco dospělé exempláře jsou častěji k vidění v hlubších vodách.

## Popis

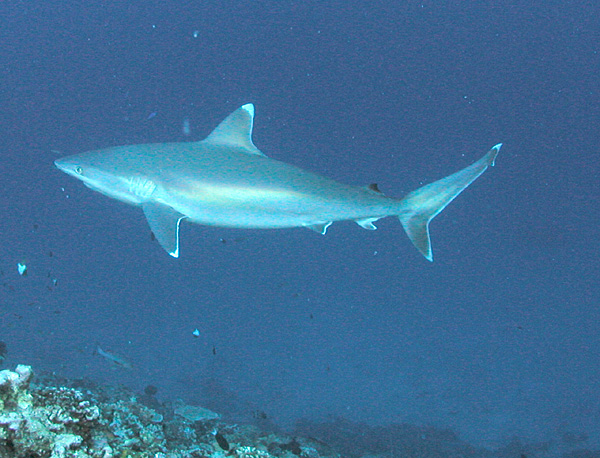
Žralok bělocípý může být bezpečně rozpoznán podle bílých konců ploutví

Žralok bělocípý je snadno rozpoznatelný podle bíle zabarvených okrajů ploutví. Má robustní, středně protáhlé tělo, široký rypec, velké oči a pět žaberních štěrbin. V čelistech má dvě řady po 12–14 zubech. Horní zuby jsou trojúhelníkovité, široké s hrubým zoubkováním. Dolní zuby mají zoubkování jemné až téměř neznatelné. První hřbetní ploutev je velká, trojúhelníková. Prsní ploutve jsou poměrně delší než u jiných druhů z této čeledi a mají špičaté zakončení.
Zbarvení je modrošedé, nahoře s bronzovým a dole s bílým leskem. Na břiše má žralok bělocípý po stranách dva jemně bílé pásy a výrazně bílé zbarvení okrajů všech ploutví. Může dorůst až 3 metry délky, jeho typická velikost je však mezi 2,0 až 2,5 metru. Maximální uváděná hmotnost je 162,2 kg. Samice jsou větší než samci.
Jejich oči mají odrazivou vrstvu zvanou tapetum lucidum, která jim umožňuje vidět dobře nejen za šera, ale i v čisté vodě (cca 10× lépe než člověk). Dále mají dokonale vyvinuté další smysly, jako je sluch, čich a Lorenziniho ampule.

## Život a chování

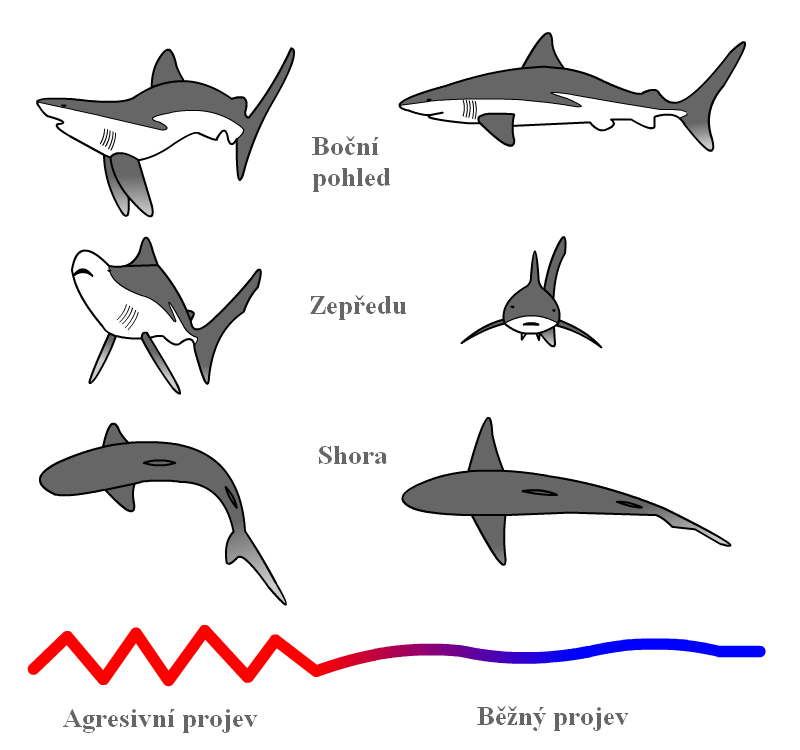
Srovnání exhibičního plavání s běžným projevem žraloka bělocípého

Ačkoliv jsou žraloci bělocípí relativně aktivní, vykazují teritoriální chování a zachovávají věrnost určitým oblastem. Většinou žijí samostatně nebo v párech. V hlubších vodách byly spatřeny malé skupiny dospělých samic. Osaměle žijící žraloci bělocípí se někdy chovají k ostatním žralokům téhož druhu agresivně a mnoho z nich bývá při soubojích poraněno s následky trvalého zjizvení.
Pokud se u potravy sejdou se stejně velkými žraloky galapážskými a černocípými, bývají žraloci bělocípí agresivnější a dominantnější. Žralok bělocípý občas napadá a požírá své příbuzné žraloky spanilé.
Stejně jako žralok spanilý i žralok bělocípý při pocitu ohrožení někdy hrozí útokem pomocí exhibičního plavání. Z pohledu potápěče tento „tanec“ vypadá tak, že žralok se rychle vzdálí od potápěče a pak plave proti němu. Jeho pohyby jsou přitom afektované a nepřirozené. Ve vzdálenosti zhruba dvou délek těla žralok prudce zabrzdí, jeho prsní ploutve nepřirozeně poklesnou, vztyčí rypec nahoru a výrazně se prohne. Poslední dva prvky tohoto „tance“ jsou pro tento druh žraloka jedinečné. Pokud potápěč nezareaguje na tuto hrozbu, vystavuje se nebezpečí útoku.

### Potravní návyky
Strava žraloka bělocípého je složena převážně z kostnatých ryb jako jsou mořský okoun, makrela, tuňák, pamakrela, loví také lampovníkovité, létající ryby, pyskounovité a platýse. Nepohrdne ani zástupci z čeledi mantovitých, menšími druhy žraloků a hlavonožci. Větší exempláře mají tendenci plavat pomalu a živí se spíše bentickou kořistí.
Bělocípí žraloci byli občas spatřeni, jak plavou po obvodu skupiny jiných druhů lovících žraloků a někdy jim ukradnou úlovek. Také často provázejí motorové lodě, neboť je přitahují nízkofrekvenční zvuky.

### Rozmnožování
Žralok bělocípý je stejně jako další z čeledi modrounovitých živorodý. Námluvy zahrnují kousání, kterým si samec přidržuje samici při kopulaci; byla již pozorována samice s ukousnutou špičkou hřbetní ploutve. Březost trvá zhruba rok, samice zabřezávají v dvouletých cyklech a rodí většinou v létě. Ve vrhu může být 1–11, nejčastěji však 5–6 mláďat. Novorození žraloci měří 60–70 cm.
Rychlost růstu je velmi proměnná: S. Kato a Carvallo Hernandez ve své knize Shark tagging in the eastern Pacific Ocean, 1962–1965 (1967) uvádějí, že mladý jedinec žraloka bělocípého roste v průměru o 3,8 cm (neboli 5,3 % délky těla) za rok. Jiné zdroje uvádějí nárůst o 20,8 cm (30,1 % délky těla) za rok. Samci dosahují pohlavní zralosti při délce 1,6 – 1,8 metru, samice při délce 1,6 – 2,0 metru.

## Interakce s lidmi

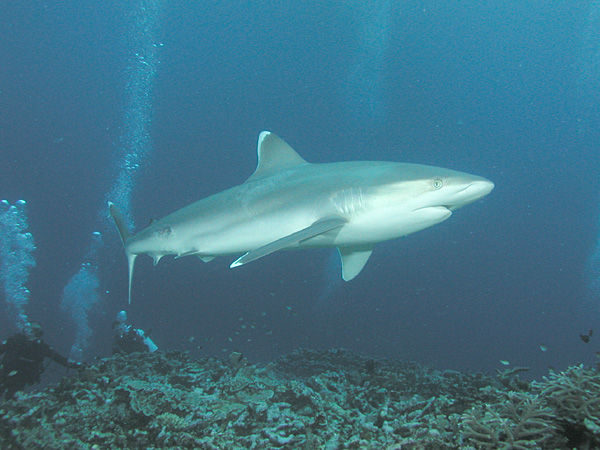
Žralok bělocípý je zvědavý, často připlouvá do blízkosti potápěčů

Jako zvídavý a odvážný druh žraloka, zvláště v přítomnosti potravy, je žralok bělocípý považovaný pro člověka za potenciálně nebezpečného. Často prudce vystoupá z hlubokých vod zkontrolovat potápěče, kteří se právě potápějí do moře. Navíc se odváží k potápěčům dost blízko, což může být stresující zážitek. Někteří jedinci také kroužili kolem potápěčů. V jednom experimentu zahrnujícím návnadu velký jedinec žraloka bělocípého vytrhl nohu z figuríny, oblečené do neoprenu. Databáze ISAF Floridského muzea evidovala k roku 2008 čtyři vyprovokované útoky tohoto druhu na člověka, žádný z nich však nebyl fatální, avšak doposud (2015) nebylo zaznamenáno ani jedno nevyprovokované napadení. Útoky tohoto druhu žraloka jsou zmiňovány svědky potopení USS Indianapolis za druhé světové války.[zdroj⁠?!]
Žralok bělocípý je komerčně loven pomocí dlouhých lovných šňůr, za žábry a do vlečných sítí, a to jednak záměrně, jednak jako vedlejší úlovek. Ploutve jsou velmi ceněny jako surovina pro výrobu polévky.
Žralok bělocípý je vzhledem k pomalému rozmnožování a tendenci setrvávat v určité oblasti citlivý k nadměrnému rybolovu. Má se za to, že indonéští rybáři vyhubili populaci tohoto druhu u severní Austrálie a je pravděpodobné, že se stane vzácným i v jiných částech světa. Mezinárodní svaz ochrany přírody vyhodnotil tento druh jako zranitelný a poznamenal, že může být blízko kritériím pro zařazení mezi ohrožené druhy.